# Yoshiyuki Sakamoto
Yoshiyuki Sakamoto (坂本 義行 Sakamoto Yoshiyuki?), född 30 maj 1972 i Hyōgo prefektur, är en japansk tidigare fotbollsspelare.
Sakamoto började sin karriär 1991 i All Nippon Airways (Yokohama Flügels). Med Yokohama Flügels vann han japanska cupen 1993. Han avslutade karriären 1996.